# Zagarzazú
Zagarzazú és un balneari del departament de Colonia, al sud-oest de l'Uruguai. Es troba sobre la costa del riu Uruguai, al nord de la ciutat de Carmelo.

## Població
Segons les dades del cens de l'any 2004, Zagarzazú tenia 66 habitants.
| Any  | Població |
| ---- | -------- |
| 1975 | 18       |
| 1985 | 20       |
| 1996 | 41       |
| 2004 | 66       |

Font: Institut Nacional d'Estadística de l'Uruguai